# Minooka
Minooka és una població dels Estats Units a l'estat d'Illinois. Segons el cens del 2000 tenia 3.971 habitants.

## Demografia
Segons el cens del 2000, Minooka tenia 3.971 habitants, 1.315 habitatges, i 1.088 famílies. La densitat de població era de 359,9 habitants/km².
Dels 1.315 habitatges en un 49,3% hi vivien nens de menys de 18 anys, en un 70,3% hi vivien parelles casades, en un 8,1% dones solteres, i en un 17,2% no eren unitats familiars. En el 14,2% dels habitatges hi vivien persones soles el 4% de les quals corresponia a persones de 65 anys o més que vivien soles. El nombre mitjà de persones vivint en cada habitatge era de 3,02 i el nombre mitjà de persones que vivien en cada família era de 3,34.
Per edats la població es repartia de la següent manera: un 31,9% tenia menys de 18 anys, un 8,3% entre 18 i 24, un 30,4% entre 25 i 44, un 23,9% de 45 a 60 i un 5,5% 65 anys o més.
L'edat mediana era de 34 anys. Per cada 100 dones de 18 o més anys hi havia 99,8 homes.
La renda mediana per habitatge era de 75.249 $ i la renda mediana per família de 81.190 $. Els homes tenien una renda mediana de 59.583 $ mentre que les dones 33.347 $. La renda per capita de la població era de 26.054 $. Aproximadament l'1,1% de les famílies i el 2,2% de la població estaven per davall del llindar de pobresa.

## Poblacions properes
El següent diagrama mostra les poblacions més properes.